# Oplodontha anodontina
Oplodontha anodontina är en tvåvingeart som först beskrevs av Lindner 1938.  Oplodontha anodontina ingår i släktet Oplodontha och familjen vapenflugor.
Artens utbredningsområde är Kongo. Inga underarter finns listade i Catalogue of Life.